# Гельголандський діалект фризької мови
Гельголандський діалект (Halunder freesk) — діалект фризької мови, на якому говорять на острові Гельголанд (Німеччина, Шлезвіг-Гольштейн ). Гельголандський діалект витісняється німецькою мовою, на початку XXI століття лише кілька сотень 1127 жителів острова говорять на ньому. Проте робляться зусилля по збереженню діалекту. Наприклад, він викладається в початковій школі. Ведуться роботи по складанню гельголандського словника.
Від західнофризької мови, на якій говорять у Фрисландії, гельголандський діалект відрізняється наявністю багатьох запозичень з англійської, німецької і нижньонімецької мов . Це пояснюється історичною долею острова: між 1807 та 1890 роком він входив до складу Великої Британії, з 1890 року — у складі Німеччини.

## Історія
Хоча острів Гельголанд з географічної точки зору не відноситься до Фризьких островів, в культурному відношенні раніше він був близький саме до них, а не до Німеччини. До XIX століття абсолютна більшість жителів острова говорили фризькою мовою. У 1890 році Гельголанд увійшов до складу Німеччини. Німеччина влаштувала на острові військову базу, поступово почав розвиватися і туризм. У зв'язку з цим гельголандський діалект став витіснятися німецькою мовою.

## Приклади
- Отче наш:

Heeregot, ii Foor, dear Di bes uun'e Hemmel!
Haili skel wees Diin Neem.
Diin Rik lat keem,
 ' 'Diin Wel skel djülle
uun'e Hemmel en iip'e lir.
Ii doagelik Brooad du is dollung,
en ferdjiuw is ii Skül,
as wi ferdjiuw wel din'n uun ii Skül stun.
En feere is ni wech fan Diin Wai.
Foor moake is frai fan Büsterkens!
Amen!
- Перша стаття Декларації прав людини:

Alle Mensken sen frai, likwörti en med de sallowski Rechten geboorn. Djo hoa Ferstant en Geweeten medfin'n en skul arker as Bruurs uundjintreed.